# Împărțirile Poloniei

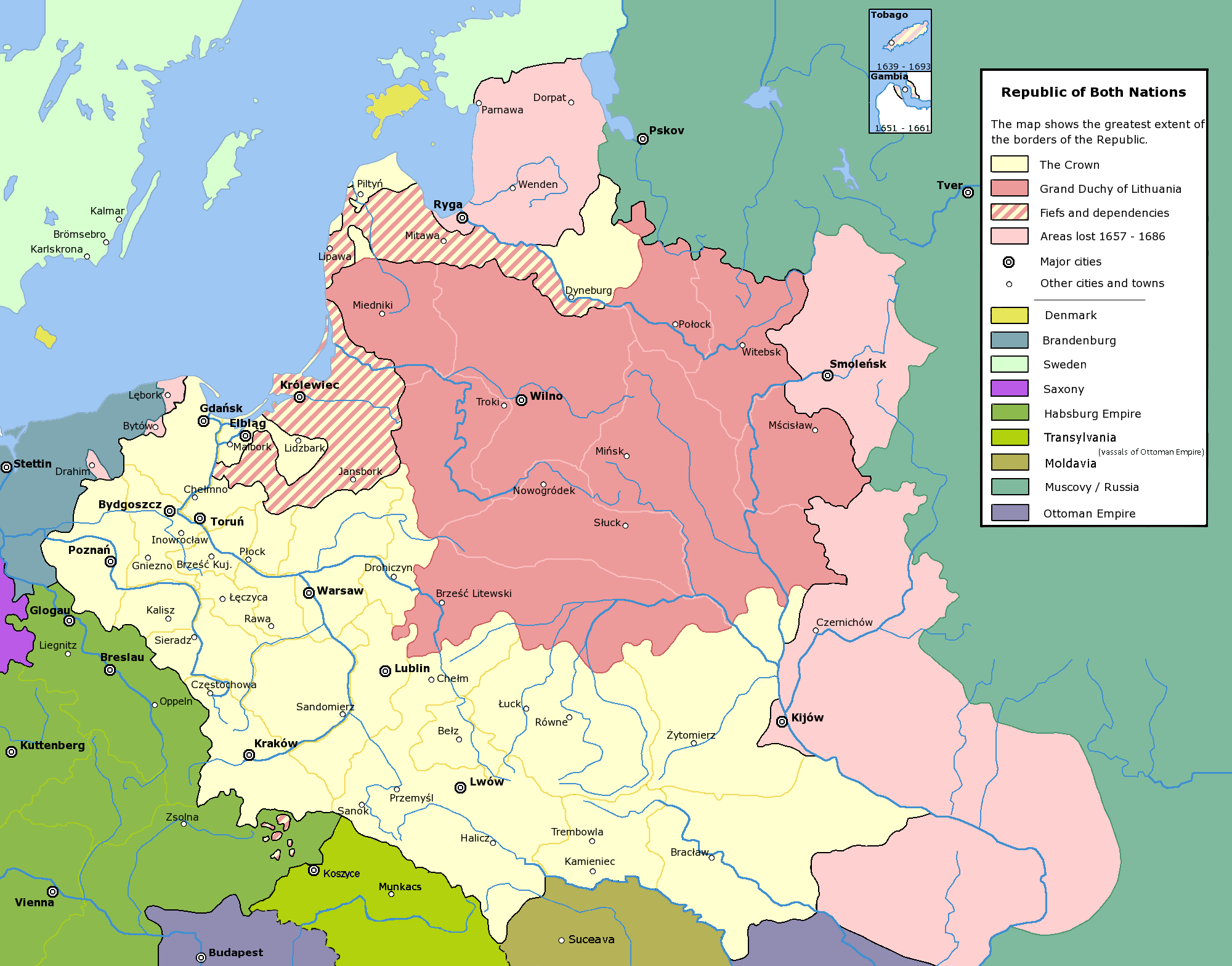
Uniunea Polono-Lituaniană în momentul de maximă dezvoltare

Împărțirile Poloniei (în limba poloneză Rozbiór sau Rozbiory Polski) se referă la evenimentele care au avut loc în secolul al XVIII-lea și care au făcut să dispară statul suveran polono-lituanian. Prusia, Rusia și Austria au fost cele trei puteri care au participat la dezmembrarea statului polono-lituanian.
Cele trei împărțiri teritoriale au avut loc în:
- 17 februarie 1772
- 2 ianuarie 1793
- 24 octombrie 1795.

Termenul "A patra împărțire a Poloniei" se poate referi la oricare dintre evenimentele următoare care au afectat teritorial și politic Polonia: 
- După sfârșitul erei napoleoniene, împărțirea Ducatului Varșoviei;
- Integrarea așa-numitului Regat al Congresului în Rusia în 1832 și încorporarea ce a urmat, a Republicii de la Cracovia în Austria (1846);
- Împărțirea Poloniei între Germania nazistă și Uniunea Sovietică ca urmare a Pactului expansionist Ribbentrop-Molotov din 1939.

## Istoria

### Preludiul
Se apreciază de obicei că puterile regionale au împărțit Uniunea Polono-Lituaniană din cauza degenerării statului și datorită nepriceperii polonezilor să-și gestioneze problemele. Totuși, cea mai neagră perioadă din istoria Poloniei și punctul cel mai grav al degenerării statului a apărut în prima jumătate a secolului al XVIII-lea, dezmembrarea statului având loc în timp ce Polonia arăta ușoare semne de însănătoșire. De fapt, se poate vedea că ultimele două împărțiri au avut loc când reformele întăreau Uniunea Polono-Lituaniană, care devenea astfel o amenințare pentru vecinii săi. Se poate spune că împărțirile nu au avut loc deoarece Polonia ar fi fost o țară degenerată, slabă și înapoiată ci mai degrabă pentru că încerca ca prin reformă să scape de slăbiciune și rămânere în urmă.
Mai trebuie spus că mai înainte de împărțire, Uniunea Polono-Lituaniană nu era o țară complet suverană,. În zilele noastre s-ar fi spus că era de fapt un stat satelit al Rusiei, datorită faptului că țarul Rusiei impunea persoanele agreate de el pe tronul polonez.
Vecinii Poloniei și anume: Prusia, Austria și Rusia, au semnat o înțelegere secretă pentru menținerea status quo-ului, adică să se asigure că legile poloneze nu aveau să se schimbe. Alianța lor a fost cunoscută mai târziu drept "Alianța celor trei acvile negre", datorită faptului că cele trei state foloseau acvilele negre pentru stema lor, spre deosebire de Polonia, care folosea simbolul acvilei albe.
Polonezii au încercat să alunge forțele străine printr-o revoltă (Confederația de la Bar 1768–1772), dar unitățile lor armate, neinstruite și prost comandate, nu au avut nici o șansă în fața trupelor regulate rusești, fiind înfrângeri grave.

### Prima împărțire

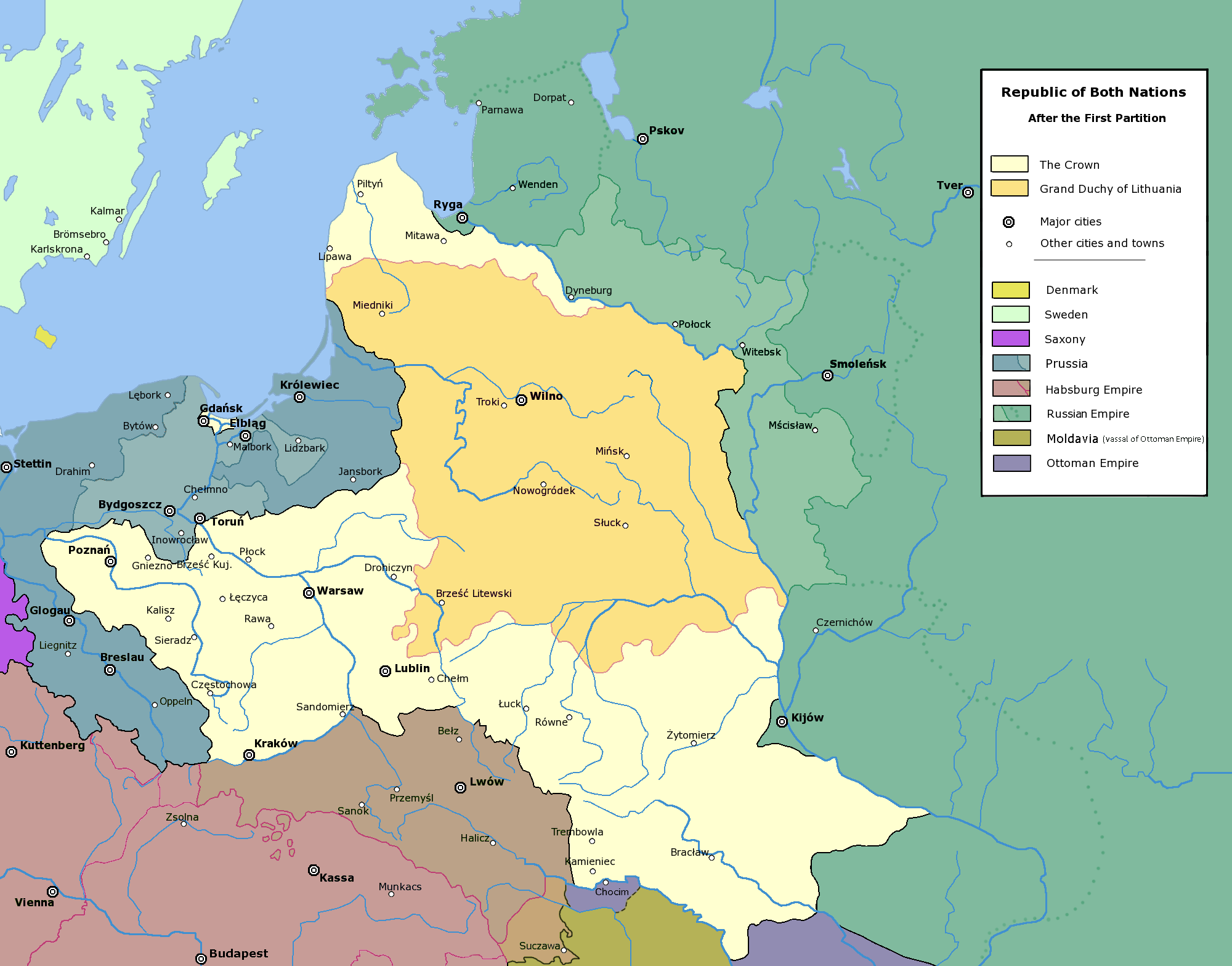
Prima împărțire a Poloniei (1772)

Pe 9 februarie 1772, acordul privind împărțirea a fost semnat la Viena. O înțelegere preliminară între Rusia și Prusia fusese semnată la Sankt Petersburg pe 6 februarie 1772. Mai devreme, în august, unități militare rusești, prusace și austriece intraseră simultan în Polonia și ocupaseră zonele care asupra cărora căzuseră de acord să le revină. Pe 5 august a fost publicată declarația de ocupare, în condițiile în care țara era prea slăbită de luptele pierdute de Confederația de la Bar.
Regimentele Confederației, al cărui Stat Major a fost obligat să părăsească Austria după ce această țară s-a alăturat alianței Ruso-Prusace, nu au depus armele. Toate fortărețele pe care le ocupau au fost apărate atât de mult cât s-a putut. A rămas faimoase apărarea orașului Tyniec, care a rezistat până la sfârșitul lunii martie 1773, apărarea localității Czestochowa de sub sub comanda lui Casimir Pulaski și apărarea Cracoviei, care a căzut pe 28 aprilie în fața atacului rușilor de sub generalului Aleksandr Suvorov, care a exilat întreaga garnizoană în Siberia. Speranțele polonezilor s-au îndrepta către Franța și Anglia, dar ele nu au oferit un ajutor semnificativ și nu au protestat când s-a împărțirea s-a produs efectiv. Încercarea poloneză de a face față agresiunii externe a costat viețile a aproximativ o sută de mii de luptători, dar a fost o demonstrație a renașterii conștiinței naționale.
Tratatul de dezmembrare a fost ratificat pe 22 septembrie 1772. Frederick era extrem de mulțumit de succesul obținut. Kaunitz era mândru că a reușit să smulgă o așa de mare bucată din trupul Poloniei. Și Ecaterina era foarte satisfăcută. Prin acest document diplomatic, Rusia intra în posesia acelei părți a Livoniei care mai rămăsese în până atunci în mâinile polonezilor, ca și a acelei părți din Rusia Albă care cuprindea ținuturile Vitebsk, Polotsk și Mscislav. Prusia lua Warmia și Prusia Apuseană până la Netze, cu ținuturile Pomerania, (dar fără orașul Gdansk), ținuturile Malbork, Chełmno, (fără orașul Torun) și unele districte din Polonia Mare. Austria a ocupat Zator și Oświęcim, o parte a Poloniei Mici cu părți ale ținuturilor Cracovia și Sandomir și o mare parte din Rutenia, cu alte cuvinte, toată Galiția, (dar fără orașul Cracovia). Polonia a pierdut astfel 30% din teritoriu, (aproximativ 1.253.554 km²) și cam patru milioane de locuitori. Cea mai mare parte a teritoriului și a populația a revenit Austriei.
După ce au ocupat teritoriile menționate mai sus, cele trei puteri au cerut regelui și Seimului să fie de acord cu raptul teritorial. Regele a apelat la națiunile Europei Occidentale pentru ajutor și a tergiversat convocarea Seimului. Cum nu se vedea nici un sprijin de nicăieri și când armatele celor trei țări agresoare au ocupat Varșovia, impunând prin forța armelor convocarea Seimului, a dispărut orice posibilitate de a alege vreo alternativă. Senatorii care s-au opus cedărilor teritoriale au fost arestați de reprezentanții țarinei, și au fost exilați în Siberia. Adunările locale au refuzat să trimită delegați în Seim. După multe încercări, au fost aduși în Seim mai puțin de jumate din numărul obișnuit de reprezentanți. Sesiunea acestui for conducător a fost prezidată de Cavalerul Ordinului de Malta Adam Lodzia Poninski, un cartofor notoriu. Pentru a împiedica dizolvarea Seimului și pentru a favoriza ocupanții, Adam Lodzia Poninski a luat măsura transformării lui dintr-un Seim obișnuit în Seim al Confederației, unde se folosea aprobarea prin majoritate simplă. În ciuda eforturilor dramatice făcute de Tadeusz Rejtan, Samuel Korsak și alții pentru a împiedica legiferarea dezmembrării, țelul trădătorilor a fost atins prin complicitatea lui Michael Radziwill și a episcopilor Mlodzieyowski, Massalski, și Ostrowski, oameni care ocupau funcții importante în stat. Seimul a ales un comitet format din 40 de persoane care să se ocupe de toate problemele. Pe 18 septembrie 1773, comitetul a semnat în mod formal tratatul de cedare, ceea ce a dus la renunțarea oricăror pretenții ale Poloniei asupra teritoriilor ocupate.

### A doua împărțire

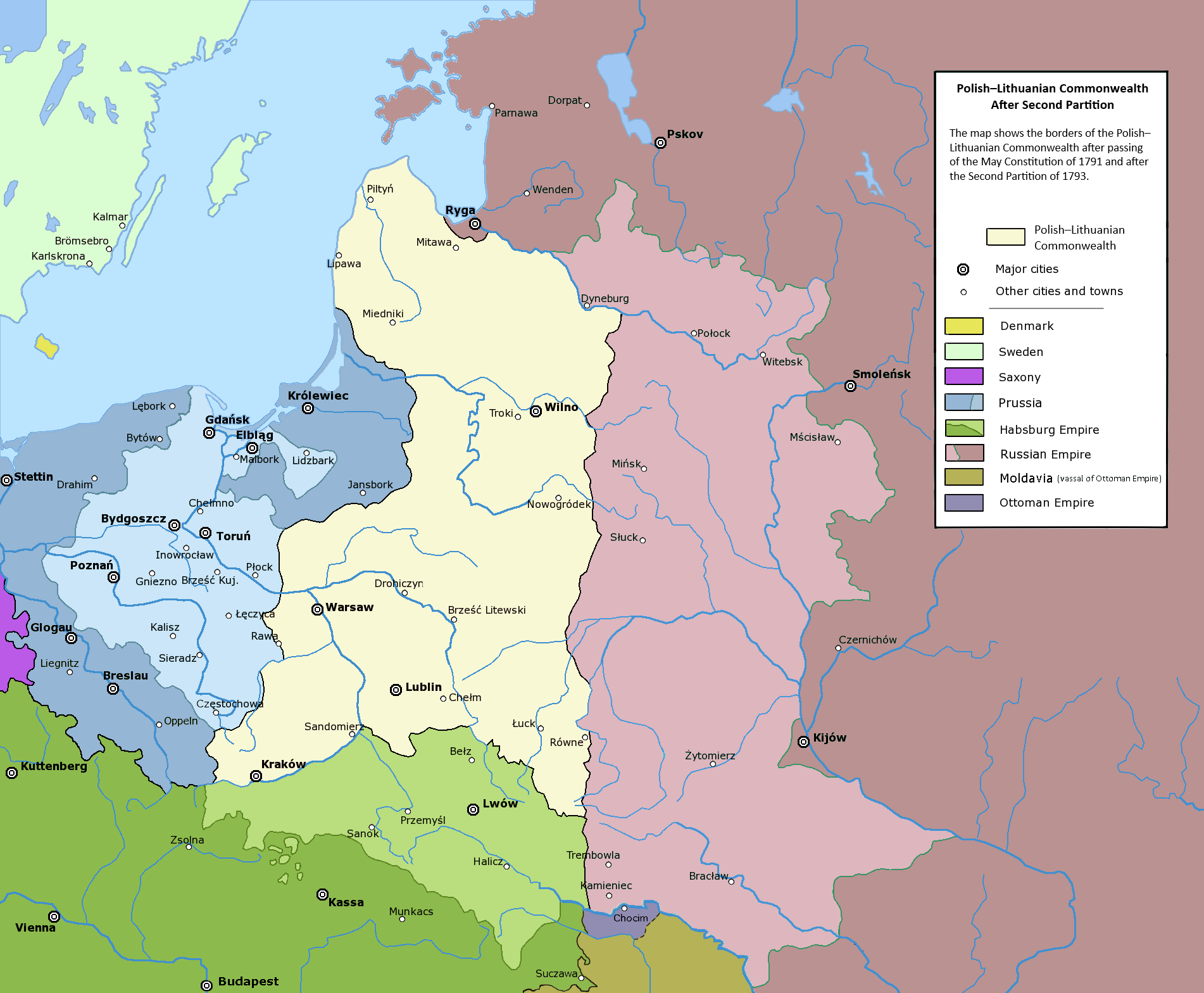
A doua împărțire a Poloniei (1793)

La data de 23 ianuarie 1793, Prusia a semnat un tratat cu Rusia, prin care era de acord ca reformele poloneze să fie revocate și ca ambele țări să primească bucăți din teritoriul Comunității. Armatele rușilor și prusacilor a preluat controlul teritoriilor revendicate, trupele rusești fiind deja prezente și trupele prusace întâlniseră doar o rezistență nominală. În 1793, deputații din Marele Seim (ultimul Seim al Comunității), în prezența forțelor ruse, au fost de acord cu cererile teritoriale rusești și prusace. Marele Seim a devenit infam, nu numai pentru că era ultimul Seim al Comunității  ci pentru că deputații au fost mituiți și constrânși de soldații ruși, după ce Rusia și Prusia doreau aprobarea oficială a Poloniei de a respecte cererile lor.
Rusia a preluat 250.000 km², în timp ce Prusia a preluat 58.000 km². Comunitatea a pierdut aproximativ 307.000 km², fiind redusă la 215.000 km².
Rusia a primit Voievodatul Kiev, Bracław, Podole și Minsk, precum și părți ale Voievodatului Vilnius, Nowogródek, Litovsk Brest și Volhynian. Acest lucru a fost acceptat de către Marele Seim pe 22 iulie. Rusia și-a organizat teritoriile noi dobândite în viceregatul Minsk și viceregatul Izyaslav (care în 1795 a fost împărțit în viceregatele Podolie și Volhynian).
Prusia a primit orașele Gdańsk (Danzig) și Toruń (Thorn) și Voievodatul Gniezno, Poznań, Sieradz, Kalisz, Płock, Kujawski Brzesc, Inowrocław, Dobrzyń, cât și alte părți ale Voievodatului Cracovia, Rawa și Masovia. Acest lucru a fost acceptat de Marele Seim pe 23 septembrie sau pe 25 septembrie. Prusia și-a organizat teritoriile noi dobândite în Prusia de Sud.
Comunitatea a pierdut aproximativ 5 milioane de oameni. Doar 4 milioane de oameni au rămas în ținuturile polono-lituaniene.
Ceea ce mai rămăsese din Comunitate era doar un stat-tampon, cu un rege marionetă și cu garnizoanele din Rusia care stăteau cu ochii pe armata poloneză redusă.
Adoptarea de către Uniunea Polono-Lituaniană a celei de-a doua Constituții moderne din lume, așa-numita Constituția din Mai a Poloniei, a dus la acțiuni agresive ale vecinilor țării, care erau îngrijorați de posibilitatea unei renașteri naționale. În războiul de apărare a Constituției, magnații pro-ruși, (Confederația de la Targowica), având sprijinul tacit al Austriei, au luptat împotriva forțelor poloneze apărătoare al Constituției. Forțele pro-constituționale, trădate de austrieci, au fost înfrânte, deschizându-se astfel calea pentru a doua și a treia împărțire, ceea ce va duce în final la dispariția de pe harta politică a lumii a Poloniei.

#### Consecințe
Complicii Targowica, care nu se așteptau la o altă partiție, cât și regele Stanisław August Poniatowski, care s-a alăturat aproape de final, au pierdut mult prestigiu și suport. Reformatorii, pe de altă parte, și-au atras mult sprijin. În martie 1794, a început Revolta Kościuszko. Înfrângerea revoltei din noiembrie a aceluiași an a dus la o a treia partiționare finală a Poloniei, care a încheiat existența Comunității.

### A treia împărțire
Articol principal: Istoria Poloniei (1795-1914)

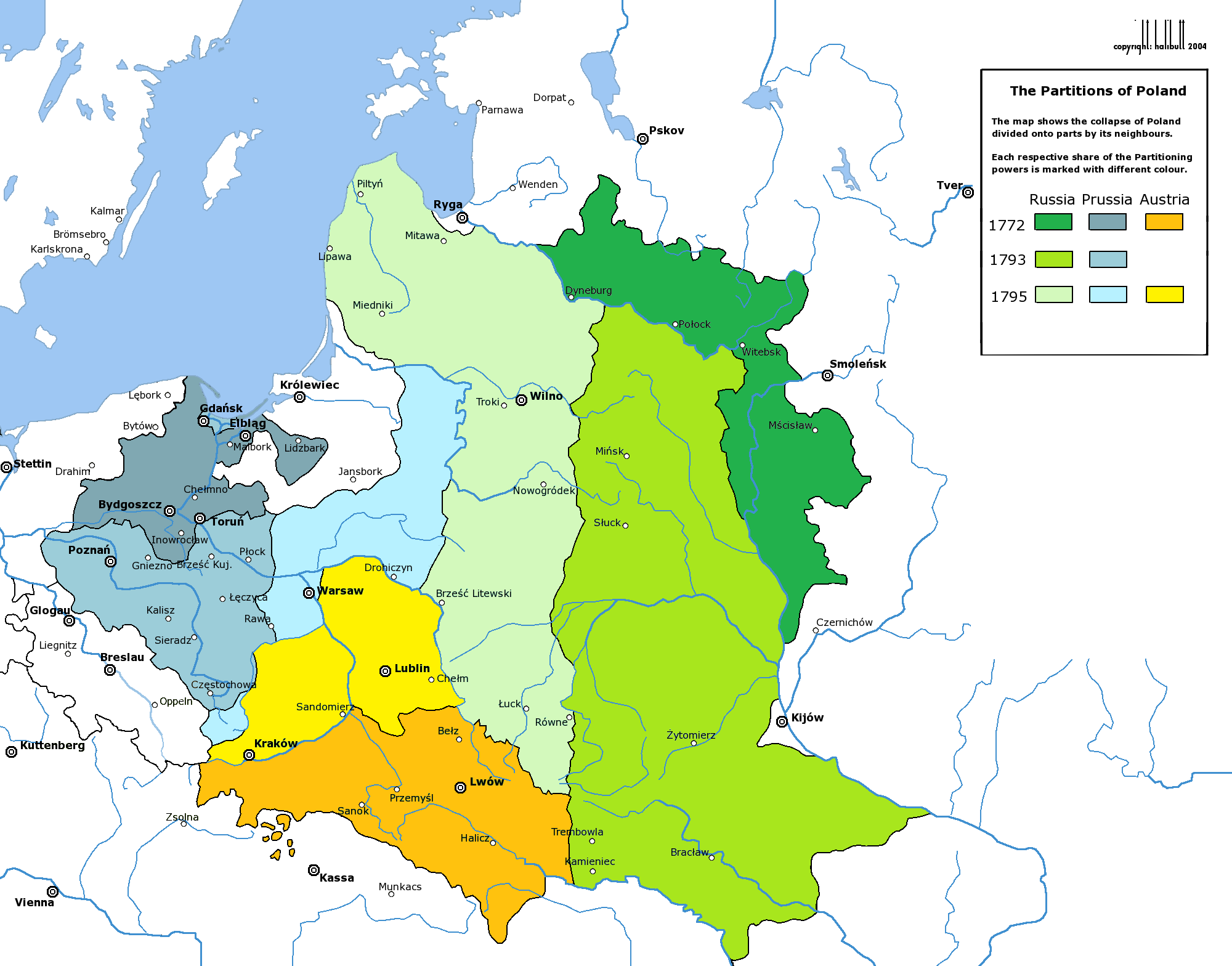
Cele trei partiții ale Poloniei pe aceeași hartă

Partea Rusiei includea 120.000 km² și 1,2 milioane de oameni, (inclusiv orașul Vilnius), Prusia a căpătat 55.000 km² și un milion de oameni, plus orașul Varșovia, iar Austria a ocupat 47.000 km² cu 1,2 milioane de oameni, plus orașele Lublin și Cracovia.
A treia împărțire a Poloniei din 1795 a fost ultima din seria împărțirii Poloniei a teritoriilor din Comunitatea polono-lituaniană între Prusia, Imperiul Austriei și Imperiul Rus, care a încheiat în mod efectiv suveranitatea națională polono-lituaniană până în anul 1918.
După sfârșitul revoltei Kościuszko, Austria, Prusia și Rusia au decis să pună capăt tulburărilor prin ștergerea Poloniei de pe harta Europei. La data de 24 octombrie 1795, reprezentanții Imperiului Rus, Austriei și Regatului Prusiei, s-au adunat pentru a scrie tratatul de dizolvare oficială al Comunității polono-lituaniene și a instituțiilor sale, deși puterile cucerite nu au semnat tratatul până în 26 ianuarie 1797. În ciuda dezacordurilor dintre Austria și Prusia asupra divizării terenurilor care aproape au dus la prăbușirea negocierilor, au căzut de comun acord ca Austria să primească teritoriile din vestul Galiciei și din sudul Masoviei, împreună cu aproximativ 1,2 milioane de persoane. Prusia a primit Podlachia, restul Masoviei și Varșovia, cu 1 milion de oameni, iar Rusia a primit restul, însemnând orașul Vilnius și 1,2 milioane de oameni. Deoarece Polonia nu mai exista ca o entitate națională în urma revoltei Kościuszko, puterile de cucerire nu au fost nevoite să forțeze aprobarea din partea vreunui reprezentant polonez așa cum se procedase în primele două împărțiri. Coaliția de partiție l-a forțat pe regele Stanislau să abdice și s-a retras la Sankt Petersburg ca un prizonier-trofeu a Ecaterinei a II-lea, unde a murit în 1798. Austria, Rusia și Prusia au încercat să șteargă definitiv existenta Poloniei, chiar și numele țării, așa cum a demonstrat un articol secret semnat de către coaliția de împărțire:
Având în vedere necesitatea de a elimina tot ceea ce ar putea reînvia amintirea existenței Regatului Poloniei, acum că anularea acestui corp politic a fost efectuat, Înaltele Părți Contractante sunt de acord și se obligă să nu includă niciodată în titlurile lor, numele sau denumirea Regatului Poloniei, care va fi suprimată din prezent pentru totdeauna.

#### Consecințe
Ca urmare a împărțirilor, polonezii au fost nevoiți să caute o schimbare a statusului-quo în Europa. Poeții polonezi, politicienii, nobilii, scriitorii și artiștii, dintre care mulți au fost nevoiți să emigreze, au devenit revoluționarii din secolul al XIX-lea, dorind ca libertatea să devină una dintre componentele definitorii ale romantismului polonez. Revoluționarii polonezi au participat la revoltele din Prusia, Imperiul Austriac și Imperiul Rusiei. Legiunile poloneze s-au luptat alături de Napoleon și sub sloganul pentru libertatea noastră și a voastră, au participat pe scară largă în Primăvara Națiunilor (în special Revoluția din Ungaria din 1848).
Polonia ar fi înviată, pentru scurt timp, în 1807, atunci când Napoleon a înființat Ducatul Varșoviei. După înfrângerea lui și după punerea în aplicare a Congresului de la Viena din 1815, a fost creat în locul sau Congresul Regatului Poloniei dominat de Rusia. După Congres, Rusia a câștigat o cotă mai mare din Polonia, iar după zdrobirea insurecției în 1831, autonomia Congresului Regatului a fost desființată și polonezii s-au confruntat cu confiscarea proprietăților, deportarea, forțarea serviciului militar, precum și cu închiderea universităților. După revolta din 1863, a fost impusă rustificarea școlilor secundare poloneze iar rata de alfabetizare a scăzut dramatic.
În partea austriacă, polonezii s-au descurcat mai bine, și li s-au permis să aibă reprezentare în Parlament și să formeze propriile universități, iar Cracovia și Lvov au devenit centre ale culturii și educației poloneze. Între timp, Prusia a germanizat întregul sistem școlar al supușilor săi polonezi, și nu a avut mai mult respect pentru cultura și instituțiile poloneze decât Imperiul Rus. În 1915, a fost propus și acceptat un stat client al Imperiului German și al Austro-Ungariei către Puterile Centrale din Primul Război Mondial: Regatul Regent al Poloniei. După încheierea Primului Război Mondial și după Tratatul de la Versailles, s-a permis în cele din urmă să se restaureze independența deplină a Poloniei, după 123 de ani.